# Vivement dimanche !
Vivement dimanche ! és una pel·lícula francesa dirigida per François Truffaut, estrenada el 1983, basada en la novel·la The Long Saturday Night, de l'escriptor estatunidenc Charles Williams. Va ser l'última pel·lícula dirigida per Truffaut.

## Argument
Julien Vercel, agent immobiliari, és sospitós d'un doble assassinat: el de la seva dona Marie-Christine i el del seu amant, Jacques Massoulier. Un tercer assassinat complica encara més el cas, i fuig de la policia, amagant-se en el soterrani de l'agència. Barbara, la seva secretària, emprendrà una investigació per descobrir la veritat.

## Repartiment
- Fanny Ardant: Barbara Becker
- Jean-Louis Trintignant: Julien Vercel
- Jean-Pierre Kalfon: Jacques Massoulier
- Philippe Laudenbach: l'advocat Clément
- Philippe Morier-Genoud: el comissari Santelli
- Xavier Saint-Macary: Bertrand Fabre, fotògraf
- Jean-Louis Richard: Louison
- Caroline Sihol: Marie-Christine Vercel
- Anik Belaubre: Paula Delbecq, caixera del cinema
- Yann Dedet: Cara d'àngel
- Georges Koulouris: Detectiu Lablache
- Pascale Pellegrin: aspirant a secretària
- Roland Thénot: Jambreau
- Pierre Gare: l'inspector Poivert
- Alain Gambin: director del teatre

## Al voltant de la pel·lícula
Amb Vivement dimanche !, Truffaut realitza un homenatge al cinema nord-americà de sèrie B, que va marcar la seva joventut i la de tota una generació cinèfila.
| «                 | Vivement dimanche ! combina, com Hitchcock en Perseguit per la mort, el misteri amb la casualitat inversemblant, la seriositat tràgica del perill amb la comicitat lleugera del perill. | » |
| — Vicente Molina, | |   |

És un film que es mou a parts iguals entre el thriller i la comèdia. El paper de Barbara, la protagonista, Truffaut el va reservar a la seva companya Fanny Ardant, que també havia participat en la seva obra anterior La femme d'à côté. El personatge de Julien Vercel, el confià a Jean-Louis Trintignant, actor al qual no havia pas dirigit fins llavors. Es va rodar en blanc i negre, aspecte que el cineasta considerava fonamental per a poder reproduir l'ambient misteriós de les pel·lícules policíaques nord-americanes, tot i les dificultats que li va representar per finançar la pel·lícula per part de les cadenes de televisió. El director de fotografia Néstor Almendros utilitzà diferents emulsions en blanc i negre, així com il·luminació especial per a aconseguir una llum més dura en zones concretes i ombres nítides. El rodatge va durar vuit setmanes i tant els interiors com exteriors es van filmar a Hyères i els seus voltants.

## Nominacions
- Nominació millor pel·lícula estrangera  BAFTA Awards 1984.
- Nominació César al millor director i César a la millor actriu (Fanny Ardant) 1984.